# Kurt Holzschuher
Kurt Otto Richard Holzschuher (* 19. März 1873 in Schleiz; † 27. November 1945 ebenda) war ein deutscher Fabrikant und Politiker (DVP).

## Leben
Holzschuher war der Sohn des Fabrikanten Richard Holzschuher in Schleiz und dessen Ehefrau Fanny Luise, geborene Weißker. Holzschuher, der evangelisch-lutherischer Konfession war, heiratete am 6. September 1905 in Schleiz Anna Mathilde Weißker (* 15. November 1873 in Schleiz; † 7. März 1954 ebenda), die Tochter des Justizrats und Oberamtsrichters Hermann Rudolf Weißker in Schleiz und Enkel von Hermann Weißker.
Holzschuher war Fabrikbesitzer in Schleiz. Er hatte die traditionsreiche Metallwarenfabrik "Gebr. Holzschuher",  zuvor geleitet von seinem Vater und dessen Bruder Paul, übernommen. Es war die älteste ihrer Art in Schleiz. 1704 war sie aus einer von Gottlieb Heinrich Holzschuher betriebenen Gürtlerei hervorgegangen. Zu DDR-Zeiten führte Kurt Holzschuhers Sohn Hartmut die Fabrik weiter, bis diese 1983 als Werk IV dem VEB Blewa einverleibt wurde. Das war das Ende dieser Jahrhunderte alten, renommierten Schleizer Fabrik.
Von 1909 bis 1917 und erneut von 1919 bis 1921 gehörte Kurt Holzschuher dem Gemeinderat der Stadt Schleiz an. Vom 25. Januar 1914 bis zum 12. Februar 1919 war er Mitglied im Landtag Reuß jüngerer Linie. Danach war er vom 11. September 1921 bis zum 14. Dezember 1923 Mitglied im Thüringer Landtag.